# 沧浪亭 (上海)
沧浪亭是一家位於中國上海的連鎖麵館，主營面点、糕团。

## 歷史
1950年5月，沧浪亭开业。店主王寿平是苏州人。麵館的名字來自蘇州的沧浪亭。1990年推出菜肴。2006年，沧浪亭入選中華老字號。截至2010年代末，滄浪亭開了20多家連鎖店。